# Port lotniczy Mora-Siljan
Port lotniczy Mora-Siljan (IATA: MXX, ICAO: ESKM) – regionalny port lotniczy położony w Morze, w Szwecji.

## Linie lotnicze i połączenia
| Linia lotnicza | Kierunek             |
| -------------- | -------------------- |
| Jonair         | 1. Sztokholm-Arlanda |